# Tomazina
Tomazina is een gemeente in de Braziliaanse deelstaat Paraná. De gemeente telt 8.808 inwoners (schatting 2009).